# Бой в Дженине (2002)
Бой в Дженине (взятие Дженина) — часть антитеррористической операции «Защитная стена», проведённой Армией обороны Израиля в лагере беженцев Дженина в апреле 2002 года.

## Предыстория
Лагерь беженцев под эгидой организации Ближневосточного агентства ООН для помощи палестинским беженцам и организации работ (БАПОР) был создан в Дженине в 1953 году. Он расположен в западной части города вблизи «Зелёной черты». На 1 апреля 2002 года в нём проживало 13 055 человек.
В соответствии с Соглашениями в Осло 1993 года, Дженин был передан под управление Палестинской национальной администрации (ПНА). Указанные Соглашения, наряду с предоставлением новой администрации юридических и материальных полномочий, предусматривали её обязательства по принятию необходимых мер для предотвращения актов террора против Израиля.
Тем не менее, с началом 2-й интифады, лагерь беженцев стал базой таких организаций, определяемых Израилем и рядом государств террористическими, как «Бригады мучеников аль-Аксы», «Исламский джихад», ФАТХ-Танзим, ХАМАС.
Ещё во время Британского мандата, в ходе арабского восстания, английские войска проводили карательные акции против жителей Дженина в качестве ответа на нападения, которые англичане квалифицировали как террористические. Так, в ответ на убийство британского чиновника арабом англичане взорвали значительную часть города в качестве акта коллективного наказания.
В августе 2001 года в Дженине состоялась демонстрация, в которой участвовала тысяча человек. Маршируя, они кричали: «Саддам, ты герой, атакуй Израиль химическим оружием».
Лагерь беженцев в Дженине называли «столицей терроризма», а глава «Танзим» через две недели после «терактов 9/11» — «столицей террористов-смертников».
Бригадный генерал АОИ Эйваль Гилади (англ.) писал, что когда израильские силовики спросили своих коллег из ПНА, когда те последний раз входили в лагерь беженцев в Дженине, ответ был: «Никогда».
По израильским данным, с начала 2-й интифады, минимум 28 терактов-самоубийств были организованы из Дженина
. Журнал АОИ «Бамахане» писал, что за тот же период в результате терактов, организованных из Дженина, погибло 124 израильтянина — больше, чем в результате терактов, организованных из любого другого города на «Западном берегу»; из 100 террористов-самоубийц, 23 были из Дженина.

## Операция «Защитная стена»
29 марта 2002 года, после теракта в отеле «Парк» и волны терактов в предшествующие месяцы (только в марте 2002 года погибло 130 израильтян), правительство Израиля приняло решение о проведении антитеррористической операции на «Западном берегу».

### Операция в Дженине
Как и другие города на «Западном берегу», Дженин был объявлен «закрытой военной зоной» и блокирован. По оценке Эфраима Кирша, около 11 000 его жителей покинули город после того, как до начала боевых действий АОИ предложила (с помощью громкоговорителей) мирным жителям эвакуироваться. Стефания Гутман также пишет об аналогичных объявлениях, сделанных по-арабски с помощью мегафонов и громкоговорителей. Она считает, что в лагере оставалось порядка 1 200 человек, но полагает, что невозможно оценить, сколько из них были боевиками. Похожую цифру в 1 300 человек называли и израильские спецслужбы после окончания боев, считая, что около половины мирного населения покинуло город до начала вторжения, и около 90 % — на третий день.
2 апреля израильские войска вошли в город и наткнулись на ожесточённое сопротивление. Террористические организации серьёзно подготовились к операции. Было создано объединённое командование под руководством Hazem Ahmad Rayhan Qabha, известного как Абу Джандал (после начала боев он стал называть себя «мученик Абу Джандал». Ранее Абу Джандал воевал в Ливане, служил в иракской армии и участвовал в столкновениях с АОИ до начала операции. Он создал военный штаб и разделил лагерь на 15 участков по 20 боевиков в каждом.
Пользуясь свободой действий в условиях невмешательства ПНА, боевики превратили улицы города и лагеря беженцев в ловушку для израильских солдат.
Согласно Я. Хенкину, весь Дженин «… представлял собой минное поле. Только на одной улице израильский бронированный бульдозер подорвал 124 заряда, среди которых были мины весом до 100 килограмм. И это было в городе Дженине; собственно лагерь беженцев был заминирован ещё сильнее.».
По словам захваченного в плен активиста «Исламского джихада» T. Мардауи, боевики установили от 1 000 до 2 000 зарядов и мин-ловушек размером от бутылки с водой до противотанковых, весом до 113 кг.
«Инженер Омар», подрывник «Исламского джихада», рассказал в интервью египетской газете «Аль-Ахрам», что около 50 домов были заминированы: «Мы выбирали старые и пустые дома или дома тех, кто разыскивался израильтянами, зная что солдаты придут за ними». Более мощные заряды с возможностью дистанционного взрыва были также заложены в мусорных баках на улицах и в автомобилях разыскиваемых.
Во многих случаях женщины и дети принимали активное участие в боевых действиях, подготавливали и даже приводили в действие взрывные устройства и мины-ловушки. Даже в отчёте «Amnesty International» указывается, что женщины и дети помогали снабжать боевиков и передавать им сообщения.
При этом, чтобы минимизировать жертвы среди мирного населения, израильским руководством изначально было исключено применение самолётов, а танки были применены только на следующем этапе операции. По словам командира дивизии, отказавшегося от обстрела лагеря беженцев из орудий:
- «Я мог бы покончить с этим за несколько минут […] Один хороший залп из всех имеющихся орудий по центру лагеря, и все было бы кончено. Но мы ведем себя иначе»[22].

Из интервью Мардауи, данном им CNN из тюрьмы, после того, как он узнал, что АОИ не собирается использовать самолёты, а только наземные войска :
- «Это же (как) охота … как выиграть приз … Израильтяне знали, что любой вошедший в лагерь солдат практически шел на (верную) смерть. Я годы ждал такого момента»[30].

Как и в других местах, во время операции в Дженине спецслужбы ПНА тесно сотрудничали с террористическими организациями.
9 апреля подразделение резервистов под командованием капитана Одеда Голомба наткнулось на засаду, организованную арабами. Против солдат были использованы десятки взрывных устройств и открыт огонь из автоматического оружия. 13 израильских солдат погибли во время боя, который продолжался несколько часов. Со времён первой Ливанской войны израильская армия не несла таких потерь в одном бою. В результате командование АОИ приняло решение о разрушении любого дома, в котором могли бы укрыться террористы при помощи бульдозеров D9. Предложение некоторых офицеров об использовании самолётов Ф-16 было отклонено.
10—11 апреля боевики начали сдаваться в плен. Многие из них использовали эту возможность, которую АОИ предлагало перед разрушением каждого здания. Именно так поступили руководители «Исламского джихада» и 39 других боевиков

## Последующие события
12 апреля боевые действия прекратились, и 18 апреля 2002 года израильские войска были выведены из Дженина.

### Позиция Израиля
Согласно Э. Гилади, военная операция в Дженине сопровождалась массовой гуманитарной операцией, в ходе которой поставки продовольствия в город превышали его количество, обычно поступавшего туда в течение месяца. В больницу города поставлялись кислород и генераторы. Когда там отказались принять донорскую кровь из Израиля, были приняты необходимые меры по её доставке воздушным путём из Иордании. Медицинские службы города также отказались получить три новых амбуланса, взамен повреждённых в ходе боевых действий.
12 апреля, после того, как все мировые СМИ процитировали слова бригадного генерала Рона Китри из его интервью армейскому радио о том, что «как кажется, в лагере для беженцев в Дженине были убиты сотни человек», пресс-служба АОИ практически немедленно заявила, что «генерал оговорился», имея в виду всех «пострадавших, то есть убитых и раненых. Число убитых ещё не установлено». При этом Рон Китри категорически опроверг информацию палестинских СМИ о том, что в лагере беженцев для уборки лежащих на улицах трупов боевиков используются армейские бульдозеры.
21 апреля министр Натан Щаранский заявил, что ООН применяет «политику двойных стандартов»: «О какой бойне может идти речь, если пока обнаружены только трое погибших среди гражданского населения. Остальные — боевики, оказавшие яростное сопротивление. Из 1 100 домов повреждено только 97: свыше 90 процентов строений остались нетронутыми?»
29 апреля министр обороны Израиля Биньямин Бен-Элиэзер в своём выступлении в Кнессете сообщил, что «в ходе боев в Дженине были убиты 51 палестинец — 44 вооруженных боевика и 7 мирных жителей». Он ещё раз подчеркнул, что «солдаты в Дженине действовали таким образом, чтобы по возможности избежать жертв среди мирного населения». Кроме того, он сообщил, что по свидетельству израильских военных, «после завершения военной операции солдаты неоднократно наблюдали, как палестинцы подтаскивали трупы из деревень, расположенных вокруг Дженина, вырывая их из старых могил, и складывали в „братскую могилу“ в центре Дженина».
По данным АОИ, в Дженине было разрушено 130 домов («в основном тех, из которых велась стрельба») из общего количества в более чем 4 000 зданий в целом в городе и лагере беженцев.

### Позиция ПНА, обвинения в адрес АОИ
Ещё в ходе боев появились заявления ПНА о «бойне», совершенной АОИ в Дженине, о сотнях и тысячах
 погибших — «главным образом, мирных жителей». После вывода израильских войск слухи только усилились и были поддержаны иностранными СМИ, звуча практически во всех новостных выпусках мировых СМИ в течение всего апреля. На основании данных в СМИ, ООН потребовала от Израиля допустить в Дженин специально созданную комиссию по расследованию:
- «Министр информации ПНА Ясир Абд Раббо[англ.] в обращении к главам государств и парламентов стран мира, обвинил Израиль в массовых захоронениях 900 палестинцев, убитых в Дженине. „Половина убитых были женщины и дети. Целые семьи были уничтожены и сейчас израильские военные пытаются скрыть правду“»[45].
- Газета «Гардиан» в своей редакционной статье писала, что действия Израиля в Дженине «отвратительны в той же мере, что и террористический акт Осамы бин Ладена против США 11 сентября»[22].
- «Один из влиятельных обозревателей (лондонской) газеты „Evening Standard“ А. Н. Уилсон (англ.) заявил, что „речь здесь идет о массовом убийстве и о попытке скрыть его, речь идет о геноциде“. К этим обвинениям присоединились представители ООН и международные организации по правам человека»[22].
- Вслед за официальными лицами (Саиб Арикат) и СМИ ПНА, на сей раз заявлявшие о «500 погибших»[46][47][48], CNN, европейские, и в частности, лондонские издания писали о «сотнях» погибших (на фоне заявлений АОИ о 45—50)[44][49].
- Помощник Госсекретаря США Уильям Бёрнс назвал произошедшее в лагере беженцев Дженин «ужасной гуманитарной катастрофой»[50].
- В СМИ Европы было отмечено появление карикатур, сравнивающих Дженин с подавлением восстания евреев в Варшавском гетто[51].
- Правозащитная организация Amnesty International призвала «рассматривать действия Армии обороны Израиля в лагере палестинских беженцев Дженин такими же военными преступлениями, как и те, что были совершены в Косово»[52].
- 30 апреля официальный представитель ПНА Кадура Муса Кадура заявил, что количество погибших составило 56 человек[44], и тем самым палестинцы «фактически признали лживость обвинений в адрес Израиля» (сми.ру[53], Ш. Перес[54]). При этом, вместо предыдущих утверждений пропаганды ПНА о «„бойне“ в Дженине», он использовал новое: о «победе палестинского сопротивления».[44]
- Ясир Арафат (уже после того, как стали известны реальные данные о погибших) сравнил действия ЦАХАЛ с «фашистскими злодеяниями» и назвал город Дженин «палестинским Дженинградом» по ассоциации со Сталинградской битвой[53].

### ООН
15 апреля Комиссия ООН по правам человека по предложению группы арабских стран приняла резолюцию с «осуждением методов ведения израильтянами боевой операции на Западном берегу Иордана, […] приведшим к массовым убийствам».
18 апреля Дженин посетил Терье Роед-Ларсен, специальный координатор ООН по мирным переговорам на Ближнем востоке. Согласно его заявлению, «лагерь был полностью разрушен израильскими войсками, словно в нем произошло землетрясение», он представлял собой «кошмар, который трудно себе представить», а «наличие на улицах неразорвавшихся снарядов и мин-ловушек не может служить оправданием для такого „омерзительного, с моральной точки зрения“, поступка израильских властей».
21 апреля израильское радио сообщило о том, что премьер Израиля А. Шарон поручил юридическому советнику правительства (Генеральному прокурору) Элиакиму Рубинштейну изучить возможность объявления Ларсена персоной нон грата.
Кроме того, Израиль уведомил США, что «протестует против включения в делегацию ООН для проведения инспекции в лагере беженцев в Дженине руководителя UNRWA Петера Хансена (приводившего данные о „гибели 400 мирных жителей“), Верховного комиссара ООН по правам человека Мэри Робинсон и спецкоординатора ООН на Ближнем Востоке Терье Ред-Ларсена», поскольку «все вышеперечисленные лица ранее выступали с резкой критикой военной операции на Западном берегу Иордана, а также давали неверную оценку ситуации вокруг лагеря беженцев в Дженине». Э. Рубинштейн назвал выступление Ларсена «лживым и безосновательным» и сказал, что если бы Ларсен «действительно действовал в рамках своей миссии, он обратился бы к израильскому правительству для того, чтобы проверить свою информацию, вместо того, чтобы выступать с подобными обвинениями».
Позиция министра иностранных дел Шимона Переса («Авода»), пытавшегося оправдать выступление Ларсена (своего давнего коллеги по его «Международному центру мира» (Центр мира Переса), была подвергнута критике в правительстве.
Согласно Раисе Эпштейн со ссылкой на радио «Решет Бэт», заявление Переса о согласии на приём комиссии по расследованию ООН, изменило позицию США, планировавших наложить вето на предполагаемое решение СБ ООН.
22 апреля Генеральный секретарь ООН Кофи Аннан официально объявил о составе комиссии по расследованию, в которую вошли бывший президент Финляндии Марти Артисаари (руководивший в прошлом расследованием в Косово), Корнелио Сомарруга, бывший глава Международного Красного Креста и Садако Огата, бывший верховный комиссар ООН по делам беженцев.
В ответ Израиль предложил включить в состав военных экспертов и специалистов по антитеррористическим операциям, не без оснований подозревая, что назначенные К. Аннаном специалисты по «гуманитарным проблемам» имеют «изначальный антиизраильский настрой». Кроме того, Израиль также настаивал на том, чтобы комиссия расследовала «террористическую деятельность палестинцев в лагере беженцев».
26 апреля Кофи Аннан обвинил Ариэля Шарона в «массовых убийствах арабских беженцев в лагере под Дженином» и отказался изменить состав комиссии по расследованию, несмотря на возражения Израиля.
После того, как Израиль отказался принять такую комиссию, и на фоне появившихся 28 апреля уточнённых данных о количестве погибших, К. Аннан принял решение о её роспуске.

### Критика обвинений в адрес Израиля

Зона боевых действий в лагере беженцев Дженина

28 апреля Питер Букерт, сотрудник организации Human Rights Watch (HRW), заявил, что «… за все время поиска бригадам спасателей и медиков удалось извлечь всего 52 трупа, причем смерть только одного из погибших стала результатом завала, вызванного работой израильского бульдозера. Никаких следов массовых захоронений или зверств найдено не было …».
Несмотря на то, что, по его оценке, «лагерь в ходе операции […] был практически полностью уничтожен», по его мнению "то, что произошло в Дженине, вряд ли можно охарактеризовать как «геноцид против палестинского народа» или «преступление».
Согласно израильским данным, в ходе боевых действий в Дженине погибли 23 солдата ЦАХАЛа и 52 — были ранены. С палестинской стороны по тем же данным погибли 53 человека, из них 5 — гражданские лица.
По данным ООН, погибло минимум 52 жителя Дженина, из них около половины — мирные жители.
По данным HRW, среди погибших было минимум 27 комбатантов и 22 гражданских лиц.
В интервью британскому еженедельнику Sunday Telegraph эксперт организации «Красный Крест» Поль Коллинсон сообщил, что «в ходе 9-дневной его работы в лагере беженцев Дженин было обнаружено свыше 200 „трубчатых“ взрывных устройств, по всей видимости, установленных палестинскими боевиками». Он также отметил, что «обнаруженные взрывные устройства по своему типу очень напоминают самодельные бомбы, изготовляемые боевиками „Ирландской Республиканской Армии“» (IRA).
По свидетельству Пауля Мартина (The Washington Times), семьям, чьи дома были разрушены, предписывалось сидеть рядом с ними и быть готовыми в любой момент дать интервью иностранным журналистам и быть снятыми на фоне развалин, а «Вечером они возвращались в дома, предоставленные им в городе, или в оставшйся неповрежденной на 90 % части лагеря».
Газета «Los Angeles Times» приводила свидетельства об участии детей в боевых действиях.
В арабском мире кроме массового осуждения Израиля, звучали и более трезвые голоса: как отметил кувейтский журналист Фауд аль-Хашем:
- « … если бы Али Хасан аль-Маджид, военный губернатор Кувейта в 1990 году, а не начальник генштаба израильской армии Шауль Мофаз, осадил Дженин „он не дал бы никому ни пяти и ни шести дней на то, чтобы кто-то добровольно сложил оружие“. Скорее всего, иракский военачальник применил бы горчичный газ.»

### Обвинение палестинцев в фальсификациях
В первых числах мая 2002 года израильское телевидение продемонстрировало съёмку, предоставленную службой информации израильской армии, на которой были засняты фальшивые похороны палестинца, якобы убитого в Дженине. На пленке, снятой с помощью беспилотного самолёта АОИ, видно, как во время траурного шествия носилки с «трупом» неосторожно роняют, все участники процессии в панике разбегаются, а «убитый» вскакивает и забирается обратно на носилки, после чего шествие продолжается.
Однако 8 мая «Палестинское общество в защиту прав человека» созвало конференцию, на которой оспорило заключение сделанное израильтянами. На конференции было сообщено, что Мухаммад Бакри, автор фильма «Дженин, Дженин», заснял ту же процессию с земли, и что это была «группа детей, играющих в похороны рядом с кладбищем». Организация отметила, что «СМИ без всякой критики восприняли версию, представленную израильским пресс-секретарём, не расследуя, что на самом деле изображено на плёнке».